# インターネットポルノ
インターネット・ポルノ (Internet pornography) とは、インターネット（ウェブサイト、ピア・ツー・ピア、ファイル共有、ネットニュース、電子掲示板など）経由でアクセスされるポルノグラフィである。1990年代後半よりWorld Wide Webが普及したことで、インターネットポルノは大きく成長した。

## 歴史
初期のインターネット上では、ポルノ画像はアスキーポルノとして配信されていた。これは1980年代後半から1990年代前半にGopherプロトコルによって匿名FTPサーバを利用して送信されていた。最初期のFTP/Gopherサイトはデルフト工科大学に置かれ、Digital Picture Archive on the 17th Floorと呼ばれた。ここでは、ポルノ写真をスキャンした低解像度の画像がアップロードされていた。
1990年代初頭にはUsenetニュースグループがポルノ画像の共有に使われた。回線の細さから、まずは画像をアスキーテキストに変換してから複数のテキストに分割してAlt.binariesへアップロードし、これらをダウンロードした者は再び画像形式に変換する必要があった。この作業にはAub (Assemble Usenet Binaries) のようなソフトウェアが使われていた。当時の回線容量では、画像の解像度はまだまだ低かった。この方法は、アップロードもダウンロードも匿名によって行われるのが普通で、無料で公開され、ポルノ雑誌などからスキャンされた画像の著作権の問題もあった。当時、ポルノ画像を公開する方法として、en:Rusty n Edie's BBSなどの電子掲示板もあった。中には画像の閲覧が有料のサイトも登場し、これをもって商用のアダルトサイトの登場と言える。
1995年のUsenetの画像の80%以上はポルノであるという報告も為されたが、これは間違いであるという反論もある。
1990年代後半よりWorld Wide Webの利用が普及し、画像、動画、ライブ配信など、インターネットポルノは一大成長を遂げた。